# Шахба
За општину у Немачкој, погледајте чланак Хама (Тирингија).
Шахба (арап. حماة‎, у касној антици познат као Филипополис (Philippopolis), је град на југу Сирије, смештен 87 км јужно од Дамаска у области Јабал ел Друзе у покрајине Ас-Суваyда. 
У римско доба је била део провинције Арабиа Петраеа. У Шахби се родио цар Филип Арабљанин. Након доласка на власт 244. уложио је велике напоре да би га учинио достојним престонице једног цара, односно покушао од њега начинити својеврсну копију Рима. Град никада није био довршен, с обзиром да су радови прекинути након Филипове смрти 249. Међутим, мали број становника током остатка историје је помогао да се дотле саграђене грађевине очувају и дају вредан увид у римску архитектуру 3. века.